# Weißbrauenkleiber
Der Weißbrauenkleiber (Sitta victoriae) ist eine Vogelart aus der Familie der Kleiber, die in Myanmar endemisch ist. Das Artepitheton bezieht sich auf den Nat Ma Taung, den höchsten Berg im Chin-Staat, der auch Mount Victoria genannt wird, da der Holotyp der Art von dort stammt.

## Merkmale
Der Weißbrauenkleiber ist mit einer Körperlänge von ca. 11 Zentimetern etwas kleiner als der europäische Kleiber (Sitta europaea). Bei den Geschlechtern besteht kein Sexualdimorphismus. Oberkopf, Rücken, Bürzel, Handschwingen und Steuerfedern sind blaugrau, Kehle, Brust und Bauch weißlich gefärbt. Der charakteristische weiße Überaugenstreif ist breit, der schwarze Zügel schmal. Das Gefieder im Übergang von der Ober- zur Unterseite ist orangefarben.
Der Ruf des Vogels wird in unregelmäßigen Intervallen vorgetragen und besteht aus einer einfachen Folge von pit oder plit-Tönen. Der Gesang wird aus einem Triller, der mit einer Folge von tuwi-tuwi-tuwi-tuwi-tuwi-tuwit-Tönen intensiviert wird, gebildet.

## Ähnliche Arten
Der von der Gefiederfärbung sehr ähnliche Weißschwanzkleiber (Sitta himalayensis) unterscheidet sich durch das Fehlen des weißen Überaugenstreifs.

## Verbreitung und Lebensraum
Der Weißbrauenkleiber ist im Natmataung Nationalpark von Myanmar endemisch. Er kommt in Höhenlagen zwischen 2300 und 3000 Metern vor, wo er in lichten, mit Quercus semecarpifolia und Rhododendron arboreum bewachsenen Wäldern lebt.

## Lebensweise
Weißbrauenkleiber leben normalerweise einzeln. Sie ernähren sich hauptsächlich von Insekten, die sie aus Moosen, Flechten und Epiphyten aufsammeln. Bisher wurden nur wenige Nester der Art gefunden, zu denen folgendes dokumentiert wurde: Die Nester befanden sich in Höhen zwischen vier und zehn Metern über dem Boden. Sie wurden allein vom Weibchen in Quercus semecarpifolia- und Rhododendron arboreum-Gewächsen angelegt. Keines der Nester wurde am Eingangsloch mit Schlamm verklebt, wie es bei vielen anderen Kleiber-Arten üblich ist. Die Jungvögel wurden ausschließlich vom Weibchen versorgt.

## Bestand und Gefährdung
Aufgrund des sehr begrenzten Lebensraums sowie von Menschen ausgelösten Umweltschäden wird der Weißbrauenkleiber von der Weltnaturschutzorganisation IUCN als „vulnerable = stark gefährdet“ geführt. In Myanmar ist die Art durch den Wildlife Act of 1994 geschützt.